# Dradah Blumbang
Dradah Blumbang is een bestuurslaag in het regentschap Lamongan van de provincie Oost-Java, Indonesië. Dradah Blumbang telt 4949 inwoners (volkstelling 2010).